# Савалеєво (Кармаскалинський район)
Савале́єво (рос. Савалеево, башк. Һәүәләй) — присілок у складі Кармаскалинського району Башкортостану, Росія. Адміністративний центр Савалеєвської сільської ради.
Населення — 1013 осіб (2010; 1047 в 2002).
Національний склад:
- башкири — 49 %
- татари — 48 %